# Окна (притока Черної води)
Окна (словац. Okna) — річка в Словаччині, ліва притока Чєрної води, протікає в округах Собранці і Михайлівці.
Довжина — 37 км.
Витікає в масиві Вигорлат — на висоті 800 метрів на схилі гори Снинський Камінь з озера Морське Око. Протікає селом Ремецькі Гамри.
Впадає у Чєрну воду біля села Сенне.